# (154) Bertha
(154) Bertha – planetoida z grupy pasa głównego asteroid okrążająca Słońce w ciągu 5 lat i 256 dni w średniej odległości 3,19 j.a. Została odkryta 4 listopada 1875 roku w Obserwatorium paryskim przez Prospera Henry’ego. Nazwa planetoidy została nadana na cześć Berthy Martin-Flammarion, siostry Camille Flammariona francuskiego astronoma.